# Obecnice
Obecnice – gmina w Czechach, w powiecie Przybram, w kraju środkowoczeskim. Według danych z dnia 1 stycznia 2013 liczyła 1 231 mieszkańców.